# 库恩长度
库恩长度（英語：Kuhn length）是瑞士化学家汉斯·库恩在对高分子链进行简化处理时所提出的概念。库恩将一条高分子链视作是N个“库恩链段”的集合体，其中每个库恩链段的长度即为库恩长度。每个库恩链段之间被视作自由连接，也就是说每个库恩链段都可以随机取向，不受其它力的影响，也和其它链段所采取的的取向无关。采用库恩长度，有利于简化对行为复杂的真实高分子链的研究。

## 真实高分子和库恩简化的比较

随机行走模型，R表示分子链两端之间的距离

对于实际的均聚高分子，若其键长为{\displaystyle l}，键角为θ。当高分子链完全伸展时，总长度{\displaystyle Rmax=nl\,\cos(\theta /2)}。当其形成无规线团时，其均方末端距可表示为
{\displaystyle \langle R^{2}\rangle =nl^{2}{\frac {1+\cos(\theta )}{1-\cos(\theta )}}\cdot {\frac {1+\langle \cos(\textstyle \phi \,\!)\rangle }{1-\langle \cos(\textstyle \phi \,\!)\rangle }}},
此处{\displaystyle \langle \cos(\textstyle \phi \,\!)\rangle }是二面角的平均值。
对于完全伸展自由连接链，链的总长度等于各库恩长度和，{\displaystyle L=Nb} 在最简单的处理中，这条高分子链可以遵循随机行走模型，每一步都随机而行，与之前的步伐的方向无关，进而形成了无规线团。该高分子链的均方末端距为{\displaystyle \langle R^{2}\rangle =Nb^{2}}。由于高分子链中某链段占据的空间不能被下一个链段占用，因此也可使用自回避随机游走模型。
将所求的{\displaystyle \langle R^{2}\rangle }和{\displaystyle R}的表达对照库恩链段组成的等效链，就可以求出库恩链段的数目{\displaystyle N} 和库恩长度{\displaystyle b}。通过这一处理，原来具有固定键角、扭转角和键长的实际高分子分子链，可以被等效为任意取向的库恩链段的自由连接，简化了对高分子链的研究。对于蠕虫链, 库恩长度等于持续长度的二倍。